# Turmhügel im Rheinhauser Grund
Der Turmhügel im Rheinhauser Grund ist eine abgegangene Turmhügelburg (Motte) etwa 1500 Meter nordnordöstlich der Kirche von Wülflingen, einem heutigen Stadtteil von Haßfurt im Landkreis Haßberge in Bayern.
Von der ehemaligen Mottenanlage ist nur noch der Burghügel erhalten.